# Килтси

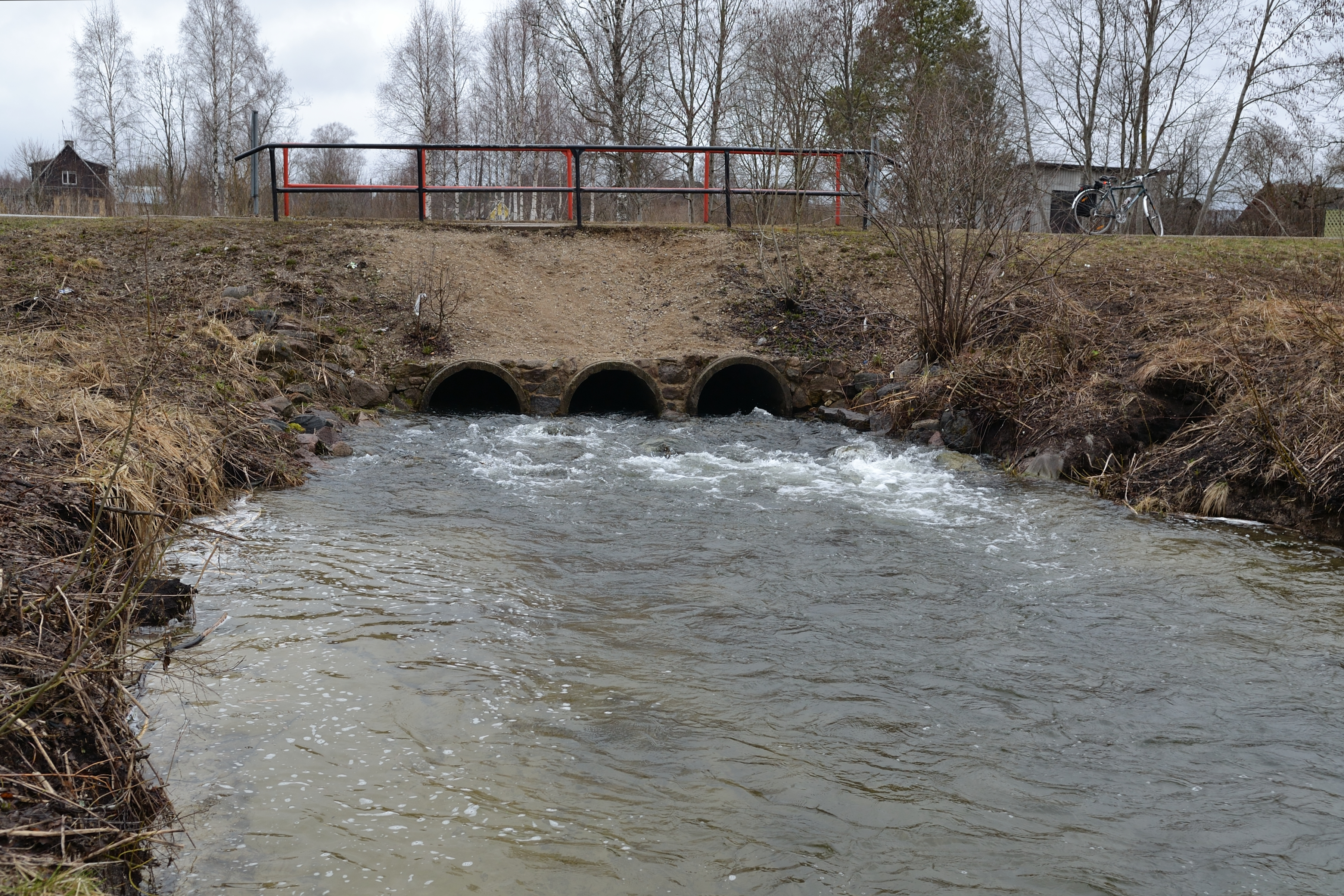
Река Пылтсамаа в Килтси

Килтси (эст. Kiltsi) — посёлок в волости Вяйке-Маарья уезда Ляэне-Вирумаа, Эстония.
Численность населения в 2019 году составляла 204 человека. На территории посёлка находится рыцарская мыза (имение) Асс (Кильтси) и железнодорожная станция Килтси.
В бывшем главном здании (господском особняке) мызы Асс (Кильтси) работает основная школа, в которой в том числе учатся дети беженцев (из Украины, Албании, Ингушетии, Дагестана и др.).